# Misión Sempill

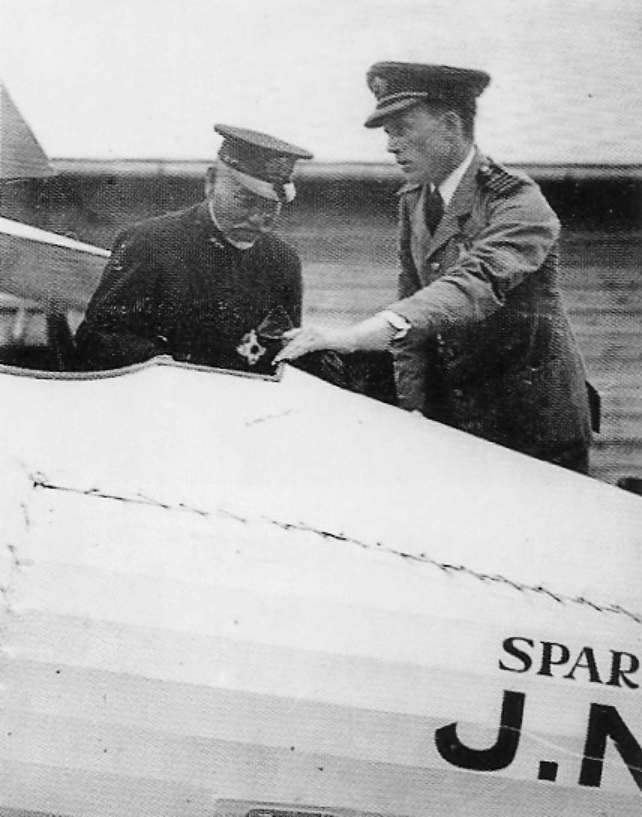
El Capitán Sempill mostrando un Sparrowhawk al almirante Tōgō Heihachirō, 1921.

La Misión Sempill fue una misión técnica de la aviación naval británica dirigida por el Capitán William Forbes-Sempill, enviada a Japón en septiembre de 1921, con el objetivo de ayudar a la Armada Imperial Japonesa a desarrollar sus fuerzas aeronavales. La misión consistió en un grupo de 30 instructores y personal de apoyo, la misión fue encabezada por el coronel Sempill y permaneció en Japón durante 18 meses.

## Antecedentes
La Armada Imperial Japonesa había seguido de cerca el progreso de la aviación de las tres potencias navales aliadas durante la Primera Guerra Mundial y concluyó que Gran Bretaña había logrado los mayores avances en la aviación naval, también habían aprendido mucho sobre la aviación naval a través de sus contactos con la Marina Real. En 1920, se envió un representante a Gran Bretaña para observar las operaciones aéreas desde las cubiertas de Furious. En 1921, el gobierno japonés solicitó formalmente que los británicos enviaran una misión aeronaval para desarrollar y brindar una ventaja profesional a la aviación naval japonesa. Hubo dudas por parte del almirantazgo sobre otorgar a los japoneses acceso sin restricciones a la tecnología británica, pero después de negarse a los japoneses un total de diez veces, el gobierno británico cedió y envió una misión de aviación civil no oficial a Japón

## Llegada de la misión
La Misión Sempill fue dirigida por el Capitán William Forbes-Sempill, un ex oficial de la Real Fuerza Aérea con experiencia en el diseño y prueba de aviones de la Marina Real durante la Primera Guerra Mundial. La misión constaba de 30 miembros, que eran en su mayoría personal con experiencia en aviación naval e incluía pilotos e ingenieros de varias empresas británicas de fabricación de aviones. La misión técnica británica partió hacia Japón en septiembre con el objetivo de ayudar a la Armada Imperial Japonesa a desarrollar y mejorar la competencia de su brazo aéreo naval, el gobierno británico también esperaba que condujera a un lucrativo negocio de armas. La misión llegó a la Estación Aérea Naval de Kasumigaura al mes siguiente, en noviembre de 1921, y permaneció en Japón durante 18 meses. Aunque eran civiles, los japoneses otorgaron comisiones activas a todos los miembros de la misión y se proporcionó un uniforme adecuado. Los japoneses le otorgaron a Sempill el rango de capitán, mientras que a otros miembros del equipo se les otorgaron rangos menores.
Los japoneses fueron entrenados en varios aviones británicos nuevos, como el Gloster Sparrowhawk; ya que la misión también trajo a Kasumigaura, más de cien aviones que comprenden veinte modelos diferentes, cinco de los cuales estaban actualmente en servicio en la Real Fuerza Aérea, incluido el Sparrowhawk. Estos aviones proporcionaron la inspiración para el diseño de varios aviones navales japoneses. Los técnicos se familiarizan con las armas y los equipos aéreos más novedosos: torpedos, bombas, ametralladoras, cámaras y equipos de comunicaciones. Los aviadores navales recibieron capacitación en diversas técnicas, como bombardeo con torpedos, control de vuelo, aterrizaje y despegue de portaaviones; habilidades que luego se emplearían en las aguas poco profundas de Pearl Harbor en diciembre de 1941. La misión también trajo los planos de los portaaviones británicos más recientes, como el HMS Argus y el HMS Hermes, que influyeron en las etapas finales del desarrollo del portaaviones Hōshō. Aunque el Hōshō ya había sido botado en ese momento, se convirtió en el primer portaaviones establecido como tal en el mundo cuando fue comisionado en 1922, un año antes que el Hermes.

## Impacto
Cuando los últimos miembros de la misión regresaron a Gran Bretaña, los japoneses habían adquirido un conocimiento razonable de la última tecnología de aviación y la misión Sempill de 1921-1922 marcó el verdadero comienzo de una fuerza aérea naval japonesa eficaz. La aviación naval japonesa también, tanto en tecnología como en doctrina, siguió dependiendo del modelo británico durante la mayor parte de la década de 1920. La Armada Imperial Japonesa también recibió ayuda en su búsqueda para construir sus fuerzas navales por el propio Sempill, quien más tarde se convirtió en un espía japonés. Durante los siguientes 20 años, Sempill proporcionó a los japoneses información secreta sobre la última tecnología de aviación británica. Su trabajo de espionaje ayudó a Japón a desarrollar rápidamente sus aviones militares y sus tecnologías antes de la Segunda Guerra Mundial.